# جودي واتسون
جودي واتسون (بالإنجليزية: Judy Watson)‏ هي رسامة أسترالية، ولدت في 1959 في Mundubbera ‏ في أستراليا.